# Typhodes
Typhodes là một chi bọ cánh cứng trong họ Chrysomelidae.
Chi này được miêu tả khoa học năm 1984 bởi Samuelson.

## Các loài
Chi này gồm các loài:
- Typhodes aetherius Samuelson, 1984